# Dysbatus trisecta
Dysbatus trisecta är en fjärilsart som beskrevs av Turner 1917. Dysbatus trisecta ingår i släktet Dysbatus och familjen mätare. Inga underarter finns listade i Catalogue of Life.